# Corridart
Corridart (parfois, incorrectement, stylisé en Corrid'Art) était une exposition publique d'œuvres monumentales représentant près de 7 km de long qui s'est déroulée à Montréal, au Québec, (Canada), pendant environ six jours à l'été de 1976, du 6 au 13 juillet.

## Présentation
L'exposition Corridart consistait en la transformation de la rue Sherbrooke, entre les rues Atwater et Pie-IX, en lieu de découvertes artistiques.
Cet événement était censé être la principale composante artistique et culturelle des Jeux olympiques d'été de 1976, mais il a été démantelé sur ordre direct du conseil exécutif de la ville, sur l'ordre du maire de l'époque, Jean Drapeau.
L'exposition présentait environ 60 artistes et les efforts collectifs de centaines d'autres dans la création de 16 installations, avec des scènes supplémentaires à deux endroits de la rue afin d'accueillir des centaines de représentations tout au long des jeux. À l'époque, il s'agissait d'un acte de censure pur et simple et, selon certaines mesures, il pourrait s'agir de l'épisode de censure artistique le plus important de l'histoire du Canada.
Corridart a inclus des œuvres traitant de l'histoire de Montréal ainsi que des problèmes sociaux et économiques qui étaient alors d'actualité dans la ville, la province, le pays et le monde, reflétant la difficulté d'établir un équilibre social entre la mondialisation croissante et le désir d'une identité nationale.
La rue Sherbrooke a été choisie parce qu'elle constituait le lien le plus direct entre le noyau urbain et le parc olympique de l'est de Montréal, mais aussi parce que cette rue symbolique de l'histoire de la ville servait à la fois de frontière entre riches et pauvres (avant le milieu du XXe siècle), tout en réunissant simultanément plusieurs communautés sur les deux tiers de l'île. De plus, c'était une rue coincée au beau milieu de la métamorphose de Montréal, les artistes commentant en outre l'approbation par l'administration Drapeau de la démolition de nombreux biens patrimoniaux dans cette rue historique.
Corridart n'a jamais été officiellement ouvert au public. Dans une décision controversée, le maire Jean Drapeau a fait démonter toute l'exposition le 13 juillet, trois jours avant la cérémonie d'ouverture des Jeux olympiques.
La représentation par Melvin Charney de bâtiments historiques démolis pour faire place à l'Expo 67 et aux Jeux olympiques serait l'une des raisons pour lesquelles le maire a ordonné sa démolition.
La plupart des œuvres ont été détruites par les employés de la Ville de Montréal au point de ne plus pouvoir être réparées ou reconnues, donnant lieu à une bataille juridique qui a duré dix ans et très peu de compensation accordée aux artistes.
Le coût total du projet, en dollars de 1976, s'élevait à 386 000 dollars (environ 1,6 million de dollars canadiens en 2017).

## Héritage

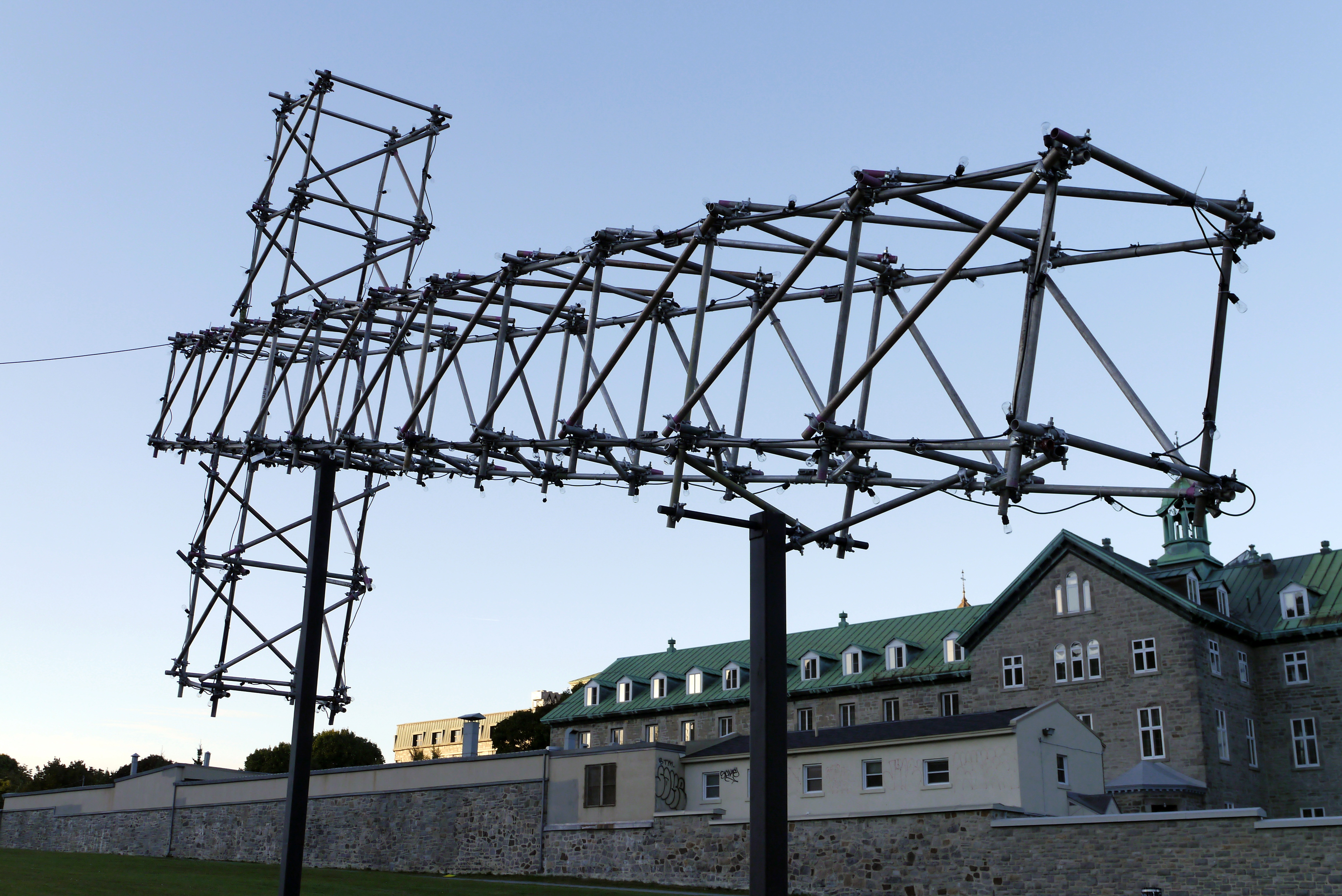
La croix du Mont-Royal, recréation en 2016, Parc Jeanne-Mance

Le 1er juillet 2001, la galerie d'art Leonard & Bina Ellen de l'Université Concordia a rendu hommage à Corridart en présentant une exposition à l'occasion du 25e anniversaire de sa destruction.
En 2016, des dons permettent de recréer l'œuvre de Pierre Ayot détruite, La Croix du Mont-Royal, dans le cadre d’une rétrospective majeure sur son œuvre tenue dans plusieurs lieux à Montréal.